# Římskokatolická farnost Borkovany
Římskokatolická farnost Borkovany je územním společenstvím římských katolíků s farním kostelem Nanebevzetí Panny Marie v rámci hustopečského děkanství brněnské diecéze.

## Historie farnosti
Ves se poprvé připomíná roku 1209, kdy ji zakladatel zábrdovického kláštera Lev z Klobouk odkázal tomuto klášteru. Borkovany byly přifařeny do Klobouk, což uvádí listina z roku 1516. Filiální kostel byl v Borkovanech již před rokem 1672 a stával na obezděném hřbitově. V roce 1746 dal zábrdovický klášter vystavět nynější kostel, který je zasvěcen Nanebevzetí Panny Marie. Po zrušení zábrdovického kláštera přešel patronát kostela na náboženský fond. Roku 1820 přešel patronát na klobouckou vrchnost – rytíře z Neuwallu. O rok později byl jeho nákladem kostel důkladně opraven. 

## Duchovní správci
Do roku 1753 byl kostel filiálkou kostela v Kloboukách, odkud byly každou třetí neděli konány bohoslužby. Kostel spravovali kloboučtí faráři. Dne 6. června 1753 byl ustanoven první kurát v Borkovanech, Benedikt Královecký. Za dobu samostatné farnosti se zde vystřídalo 20 farářů. Delší dobu zde působili: Jiří Karna 1762–1776, František Zhořel 1816–1833, Josef Foltys 1833–1863, Petr Trávníček 1864–1877, v letech 1902–1939 byl farářem Ignát Hrubý. Jeho nástupce Václav Kostelenec působil v Borkovanech 40 let. Od roku 1960 dala borkovanská farnost církvi tři kněze. 
Od roku 1993 byl Borkovany spravovány z Klobouk. Administrátorem excurrendo byl od 1. července 1993 R. D. František Trtílek. Ten byl s platností od 15. června 2018 zde ustanoven farářem. 

## Bohoslužby
| Kostel                  | Místo     | Bohoslužba (den)   | Hodina                                           | Poznámka     |
| ----------------------- | --------- | ------------------ | ------------------------------------------------ | ------------ |
| Nanebevzetí Panny Marie | Borkovany | neděle úterý pátek | 10.30 18.00 (zimní období), 19.00 (letní období) | Farní kostel |

## Aktivity farnosti
Dnem vzájemných modliteb farností za bohoslovce a bohoslovců za farnosti brněnské diecéze je 5. červen. Adorační den připadá na 9. dubna.
Ve farnosti se pravidelně pořádá tříkrálová sbírka. V roce 2015 se při ní vybralo 22 104 korun,o rok později 23 860 korun. V roce 2018 dosáhl výtěžek sbírky 25 627 korun.